# Melittosphex burmensis
Melittosphex, Melittosphecidae
Famille
Genre
Espèce
Melittosphex burmensis, unique représentant du genre Melittosphex et de la famille des Melittosphecidae, est une espèce fossile d'abeilles. Il s'agit actuellement de l'une des deux espèces les plus anciennes connues.

## Découverte
Melittosphex burmensis a été décrite, dans la revue Science, à partir d'une inclusion dans de l'ambre birman en 2006 par George Poinar Jr. et Bryan N. Danforth (d). Le fossile a été trouvé dans une mine de la vallée de Hukawng dans le Nord de la Birmanie, et serait datée de 100 millions d'années, correspondant à la période géologique du Crétacé. 

## Étymologie
Melittosphex est formé à partir du grec ancien μέλισσα, mélissa, « abeille à miel », et σφήξ, sphêx, « guêpe ».
Le nom spécifique composé de burm[a] et du suffixe latin -ensis, « qui vit dans, qui habite », lui a été donné en référence au lieu de sa découverte. 

## Description
Melittosphex burmensis mesure environ un cinquième de la taille de l'Abeille domestique actuelle, soit environ 3 mm de long. Cette espèce n'est étroitement liée à aucune famille d'abeilles existant actuellement. En revanche, elle présente à la fois des caractères anatomiques similaires à ceux des guêpes carnivores, comme la forme de ses pattes postérieures, mais également à ceux des abeilles ramasseuses de pollen, telles que des poils ramifiés sur le corps. Sa tête est en forme de cœur.
L'échantillon découvert a été daté à 100 millions d'années, soit 40 millions d'années de plus que la plus ancienne espèce d'abeilles connue à l'époque. En 2020, une deuxième nouvelle espèce dans un genre et une famille différents, Discoscapa apicula, a été décrite à partir du même gisement d'ambre. Le fait de découvrir ces abeilles du Crétacé présentant des caractéristiques de collecte de pollen pourrait s'expliquer par l'expansion rapide des plantes à fleurs à cette époque. 

## Publication originale
- (en) George Poinar et Bryan N. Danforth, « A fossil bee from Early Cretaceous Burmese amber », Science, Amérique septentrionale, AAAS, vol. 314, no 5799,‎ 27 octobre 2006, p. 614 (ISSN 0036-8075 et 1095-9203, OCLC 1644869, PMID 17068254, DOI 10.1126/SCIENCE.1134103).